# Formato completo
El término formato completo se utiliza, sobre todo en fotografía digital, para designar la característica de algunas cámaras de poseer un sensor de imagen del mismo tamaño que los fotogramas de la película fotográfica de formato 135 (36x24 mm).
- Datos: Q10881042